# Powers of ten
Powers of Ten (Potències de deu) és un curt documental escrit i dirigit per Ray Eames i el seu marit Charles Eames. Mostra l'escala relativa de l'univers en factors de deu (és a dir, en escala logarítmica de base 10 o en ordre de magnitud). La pel·lícula és una adaptació moderna del llibre de 1957 Cosmic View de Kees Boeke.
En 1998 va ser seleccionada per a ser inclosa en el National Film Registry (Registre nacional de pel·lícules) de la Biblioteca del Congrés dels Estats Units com "bé cultural de significació històrica i estètica".